# رزنتال (هسن)
شهر رزنتال (به آلمانی: Rosenthal) در ایالت هسن در کشور آلمان واقع شده‌است.